# Лес (приток Мааса)
Лес (устар. Лессе; фр. Lesse, нидерл. Lesse) — река в Бельгии, течёт по территории провинций Люксембург и Намюр в западной части Арденн на юго-востоке страны. Правый приток среднего течения Мааса.
Название реки кельтского происхождения и означает «камень», то есть «каменистую реку».
Длина реки составляет 83 км. Средний уклон — 4,2 м/км. Площадь водосборного бассейна — 1343,4 км², из которых почти 28 % охраняются в рамках программы «Натура 2000». По состоянию на 2020 год, в пределах бассейна реки проживало около 66 тысяч человек.
Лес начинается от родника в лесу Бане на высоте около 473 метров над уровнем моря к юго-востоку от Ошана, на границе коммун Либен и Либрамон-Шевиньи. В среднем течении немного выше населённого пункта Ан-сюр-Лес река исчезает под землёй и течёт через пещеры; подземный участок реки имеет длину около 1,5 км. Впадает в Маас на высоте 90 м над уровнем моря в Ансереме на территории коммуны Динан.
Основные притоки (от истока): Ур (левый), Марш (левый), Лом (правый), Вемб (левый), Вашо (правый), Биран (левый), Илан (левый).
После сильных дождей или оттепелей на реке наблюдается высокий уровень воды, приводящий к периодическим сильным паводкам; случившийся в 1993 году был настолько значительным, что правительство было вынуждено принять комплексный план по борьбе с наводнениями.
Река несудоходна, но тем не менее имеет экономическое значение, так как привлекает туристов, используясь в рекреационных целях, особенно в водных видах спорта и спортивном рыболовстве.